# جشنواره فیلم مونتکلیر
جشنواره فیلم مونتکلیر (انگلیسی: Montclair Film)، یک سازمان غیرانتفاعی در مونتکلیر، نیوجرسی است که جشنواره سالانه فیلم مونتکلیر (MFF) را برگزار می‌کند. این جشنواره بین اواسط تا اواخر اکتبر در مونتکلیر، نیوجرسی، نیوجرسی برگزار می‌شود.